# Mesacanthoides latignathus
Mesacanthoides latignathus är en rundmaskart som först beskrevs av E. Ditlevsen 1918.  Mesacanthoides latignathus ingår i släktet Mesacanthoides och familjen Enoplidae. Arten är reproducerande i Sverige. Inga underarter finns listade i Catalogue of Life.